# Sherpur
Sherpur è un sottodistretto (upazila) del Bangladesh situato nel distretto di Bogra, divisione di Rajshahi. Si estende su una superficie di 295,93 km² e conta una popolazione di 332.825  abitanti (censimento 2011).